# Escola de Morava

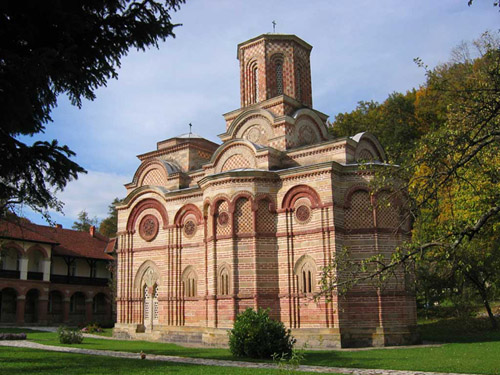
Monestir de Kalenić

L'escola de Morava (en serbi: Моравски стил, Moravski stil) fa referència a l'estil arquitectònic i artístic romà d'Orient que s'emprà a Sèrbia, en el període de 1370 a 1459, en diferents edificis religiosos. Les esglésies i monestirs van ser construïts pels governants Lazar Hrebeljanović (1370 -1389), Stefan Lazarević (1402-1427), Djuradj Brankovic (1427-1456) i els seus nobles. La primera construcció d'aquest estil va ser la tomba reial de Ravanica. El principal assoliment de l'escola de Morava és l'esplendor dels elements escultòrics; la plasticitat de les seves ornamentacions en pedra representa una de les fites més originals de l'art medieval serbi.

## Història
L'arquitectura a Sèrbia, al voltant de 1370 fins a la seva caiguda pels otomans el 1459, era molt experimental i molt activa. Anomenada "escola de Morava" i declarada com "estil nacional" per Gabriel Millet, reflectia una avaluació adequada dels punts d'estètica i d'altres punts de vista.
El Katholikon del monestir de Ravana, construït durant la dècada de 1370, es pot considerar la declaració inaugural d'aquest estil, influït inicialment pels edificis del mont Atos, des de l'arquitectura pròpia de Sèrbia de la dècada de 1340 i 1350, i d'altres fonts encara no determinades. L'aparició dels absis laterals al llarg dels flancs de l'església de Ravana suggereix clarament la creixent importància de la fórmula monàstica del mont Atos, juxtaposant aquí l'esquema local d'església amb cúpula.
No obstant això, l'aspecte més sorprenent d'aquesta arquitectura és l'enorme quantitat d'escultures, la seva exuberància i varietat de motius evidents en un gran nombre d'edificis, de Lazare de Krusevac a Naupara, Rüden, Veluce, Ljubostinja, i Milentija: la decoració mostra afinitats amb l'estil d'Armènia i Geòrgia, amb el món de l'islam, i fins i tot amb la República de Venècia i l'Oest.
La seva persistència en el segle XV en les façanes de les esglésies, com la del monestir Kalenić (construïda entre 1413 i 1417), posa de manifest la vitalitat d'aquest nou sistema, que en les seves etapes més avançades incorporà formes humanes i animals, sovint relacionades amb temes mitològics, presumiblement procedents d'il·luminacions de manuscrits.
En els últims anys de la independència de Sèrbia, l'amenaça imminent de les forces otomanes va influir en el disseny dels edificis civils i religiosos, on es poden observar més testimonis de fortificacions. El monestir Manasija a Sèrbia, per exemple, incorpora un sistema d'enormes murs, deu torres, i una masmorra enorme, tot construït entre 1407 i 1418. Finançats pel serbi Stefan Lazarević, Manasija es va convertir en el centre de l'última activitat cultural a Sèrbia abans de la seva caiguda a mans dels otomans el 1459.

## Galeria

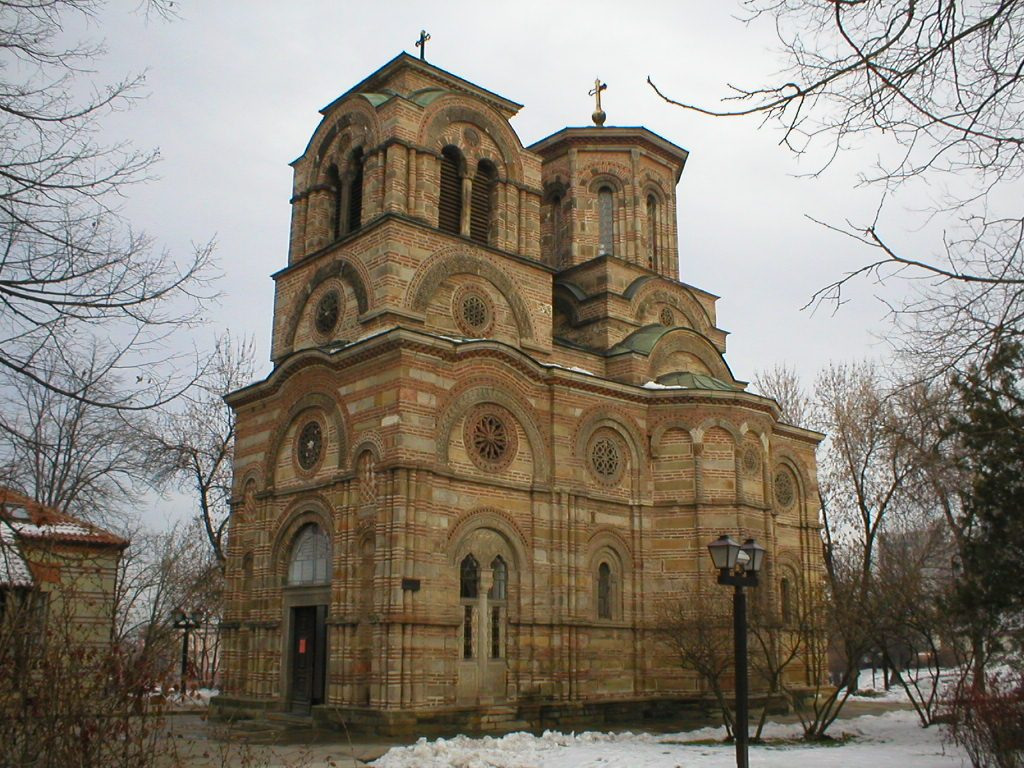
Capella Reial Lazarica, a Kruševac
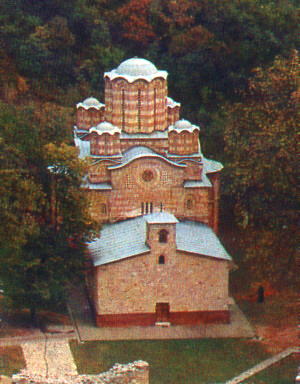
Monestir de Ravanica
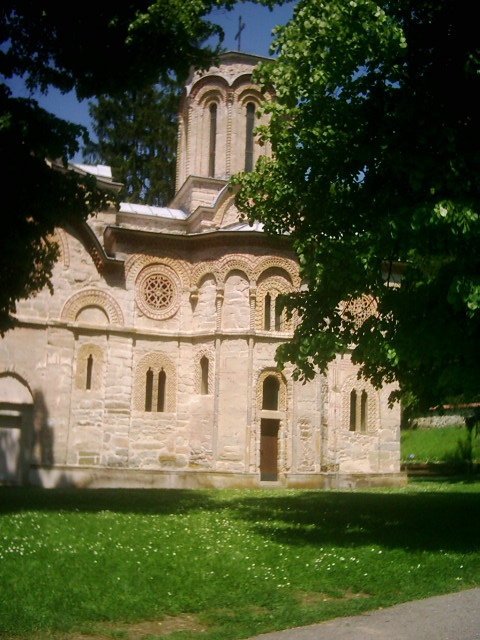
Monestir Ljubostinja